# 谁唱得最好
《谁唱得最好》是一部中国上海美术电影制片厂制作的木偶短片，根据钟子芒的同名童话改编。

## 剧情简介
在某个西方国家，有一对名叫金发和银发的流浪儿，他们在繁华的大都市过着乞讨的生活，依靠卖唱为生。一日，某广播电台要举办歌唱比赛，比赛的第一名可获得十万元的巨额奖金。一位“女慈善家”听说后，收养了金发和银发，教他们唱歌，准备带他们参加电台举办的比赛。同时，有一位商人也在街上收养了一只猫和一只狗，将它们“包装”一番后，也准备让它们参加比赛。赛场之上，金发和银发的动听歌声赢得了台下观众的阵阵喝彩和掌声，而猫与狗的“演唱”十分不好听，遭到了观众的唾骂，被观众轰下了台。
然而比赛的评委们却认为金发和银发是“叫花子”，他们唱的歌没有什么价值；而“猫狗二重唱”才是真正的艺术。评委们不顾台下的观众极力反对，把第一名颁给了狗和猫。比赛结束后，狗与猫被捧为了大明星，商人也借助猫狗的名气发了大财；金发和银发则被“女慈善家”赶出屋门，继续在街头卖艺流浪……